# Goldie-paradicsommadár
A Goldie-paradicsommadár (Paradisaea decora) a madarak osztályának verébalakúak (Passeriformes) rendjébe és a paradicsommadár-félék (Paradisaeidae) családjába tartozó faj.
Nevét felfedezőjéről a skót Andrew Goldieról kapta.

## Előfordulása
Pápua Új-Guinea területének edmenikus madárfaja. Az országon belül is csak a déli szigetet közé tartozó D'Entrecasteaux-szigetek két tagján, a Fergusson-szigeten és a Normanby-szigeten fordul elő.

## Megjelenése
A hím farktolla díszes, a tojó tollazata világosbarna. A hossza 33 cm.

## Veszélyeztetettsége
A dísztolláért vadásszák. Ezért az IUCN a mérsékelten veszélyeztetett fajok közé sorolja a goldie-paradicsommadarat.